# Helga Mees
Helga Margot Mees (* 12. Juli 1937 in Saarbrücken; † 11. April 2014 in Schifferstadt) war eine deutsche Fechterin. Sie gewann bei den Olympischen Spielen 1964 in Tokio Silber im Einzel und Bronze mit der Mannschaft.

## Leben
Die  und deutsche Meisterin mit dem Florett von 1960 und 1961 nahm ab 1958 an Fechtweltmeisterschaften teil und gewann mit der Mannschaft 1958 Silber und 1959 Bronze. Bei den Olympischen Spielen 1960 wurde sie mit der Mannschaft Vierte.
Bei den Olympischen Spielen 1964 in Tokio zog sie im Einzelwettbewerb in die Finalrunde ein, in der sie nach der ersten Serie mit der Ungarin Ildikó Rejtő und der Italienerin Antonella Ragno-Lonzi gleichauf lag. Im Stechen gewann die Ungarin Gold vor Mees und Antonella Ragno. Im Mannschaftswettbewerb scheiterten Heidi Schmid, Gudrun Theuerkauff, Rosemarie Scherberger und Mees im Halbfinale an den späteren Olympiasiegerinnen aus Ungarn. Im kleinen Finale fochten die Deutschen gegen die Italienerinnen und gewannen Bronze.
Zusammen mit ihren Mannschaftskolleginnen erhielt sie am 11. Dezember 1964 das Silberne Lorbeerblatt.
Nach ihrer Hochzeit mit dem Ringer Gerd Volz nahm sie als Helga Volz-Mees an den Olympischen Spielen 1968 teil. Mit der Mannschaft belegte sie den fünften Platz.
Helga Volz-Mees starb am 11. April 2014 und wurde am 23. April 2014 auf dem Waldfriedhof in Schifferstadt beerdigt.